# Equipo Kern Pharma
Equipo Kern Pharma (Kod UCI: EKP) – hiszpańska grupa kolarska, należąca do dywizji UCI Professional Continental Teams.
Drużyna zawodowa powstała w 2020 na bazie amatorskiego zespołu Lizarte, dołączając w sezonie 2020 do dywizji UCI Continental Teams. Od sezonu 2021 Equipo Kern Pharma występuje w dywizji UCI Professional Continental Teams.

## Nazwa grupy w poszczególnych latach
Opracowano na podstawie:
- Equipo Kern Pharma (od 2020)

## Sezony

### 2023

#### Skład
| Skład drużyny 2023                        | Skład drużyny 2023  | Skład drużyny 2023 | Skład drużyny 2023                   |
| Imię i nazwisko                           | Data urodzenia      | Państwo            | Poprzednia grupa                     |
| ----------------------------------------- | ------------------- | ------------------ | ------------------------------------ |
| Roger Adrià                               | 18 kwietnia 1998    | Hiszpania          | Lizarte (2019)                       |
| Jon Agirre                                | 10 września 1997    | Hiszpania          | Baqué Ideus BH (2019)                |
| Igor Arrieta                              | 8 grudnia 2002      | Hiszpania          | Lizarte (2021)                       |
| Urko Berrade                              | 28 listopada 1997   | Hiszpania          | Euskadi Basque Country-Murias (2019) |
| Giovanni Carboni                          | 31 sierpnia 1995    | Włochy             | Gazprom-RusVelo (2022)               |
| Héctor Carretero                          | 28 maja 1995        | Hiszpania          | Movistar Team (2021)                 |
| Pablo Castrillo                           | 2 stycznia 2001     | Hiszpania          | Lizarte (2020)                       |
| Iván Cobo                                 | 2 stycznia 2000     | Hiszpania          |                                      |
| Iñigo Elosegui                            | 6 marca 1998        | Hiszpania          | Movistar Team (2022)                 |
| Francisco Galván                          | 1 grudnia 1997      | Hiszpania          | Lizarte (2019)                       |
| Carlos García Pierna                      | 23 lipca 1999       | Hiszpania          | Kometa U23 (2019)                    |
| Raúl García Pierna                        | 23 lutego 2001      | Hiszpania          | Lizarte (2020)                       |
| Álex Jaime                                | 29 września 1998    | Hiszpania          |                                      |
| Jordi López                               | 14 sierpnia 1998    | Hiszpania          | Lizarte (2019)                       |
| Martí Márquez                             | 9 lutego 1996       | Hiszpania          | Lizarte (2019)                       |
| Pau Miquel                                | 20 sierpnia 2000    | Hiszpania          | Lizarte (2021)                       |
| José Félix Parra                          | 16 stycznia 1997    | Hiszpania          | Lizarte (2019)                       |
| Vojtěch Řepa (1 sty–2 maj, Przypis)       | 14 sierpnia 2000    | Czechy             | Topforex-Lapierre (2020)             |
| Mikel Retegi                              | 27 kwietnia 2001    | Hiszpania          | Lizarte (2022)                       |
| Ibon Ruiz                                 | 30 stycznia 1999    | Hiszpania          | Lizarte (2019)                       |
| Eugenio Sánchez                           | 10 marca 1999       | Hiszpania          |                                      |
| Danny van der Tuuk                        | 5 listopada 1999    | Holandia           | Metec-TKH-Mantel (2020)              |
| Hugo Aznar (1 sie–31 gru, stażysta)       | 1 grudnia 2003      | Hiszpania          | Equipo Finisher (2023)               |
| Pablo Carrascosa (1 sie–31 gru, stażysta) | 7 października 2002 | Hiszpania          |                                      |
| Yanne Dorenbos (1 sie–31 gru, stażysta)   | 15 września 2000    | Holandia           | Equipo Finisher (2023)               |
|                                           |                     |                    |                                      |
| Źródło: ProCyclingStats                   |                     |                    |                                      |

Przypis: Vojtěch Řepa, koniec kariery

#### Zwycięstwa
| Zwycięstwa | Zwycięstwa | Zwycięstwa | Zwycięstwa | Zwycięstwa | Zwycięstwa |
| Data       | Wyścig     | Państwo    | Kategoria  | Zwycięzca  |            |
| ---------- | ---------- | ---------- | ---------- | ---------- | ---------- |

### 2022

#### Skład
| Skład drużyny 2022      | Skład drużyny 2022 | Skład drużyny 2022 | Skład drużyny 2022                   |
| Imię i nazwisko         | Data urodzenia     | Państwo            | Poprzednia grupa                     |
| ----------------------- | ------------------ | ------------------ | ------------------------------------ |
| Roger Adrià             | 18 kwietnia 1998   | Hiszpania          | Lizarte (2019)                       |
| Jon Agirre              | 10 września 1997   | Hiszpania          | Baqué Ideus BH (2019)                |
| Sergio Araiz            | 29 kwietnia 1998   | Hiszpania          | Lizarte (2019)                       |
| Igor Arrieta            | 8 grudnia 2002     | Hiszpania          | Lizarte (2021)                       |
| Urko Berrade            | 28 listopada 1997  | Hiszpania          | Euskadi Basque Country-Murias (2019) |
| Héctor Carretero        | 28 maja 1995       | Hiszpania          | Movistar Team (2021)                 |
| Jaime Castrillo         | 13 marca 1996      | Hiszpania          | Movistar Team (2019)                 |
| Iván Cobo               | 2 stycznia 2000    | Hiszpania          |                                      |
| Francisco Galván        | 1 grudnia 1997     | Hiszpania          | Lizarte (2019)                       |
| Carlos García Pierna    | 23 lipca 1999      | Hiszpania          | Kometa U23 (2019)                    |
| Raúl García Pierna      | 23 lutego 2001     | Hiszpania          | Lizarte (2020)                       |
| Álex Jaime              | 29 września 1998   | Hiszpania          |                                      |
| Diego López             | 9 grudnia 1997     | Hiszpania          | Euskaltel-Euskadi (2020)             |
| Jordi López             | 14 sierpnia 1998   | Hiszpania          | Lizarte (2019)                       |
| Martí Márquez           | 9 lutego 1996      | Hiszpania          | Lizarte (2019)                       |
| Daniel Méndez Noreña    | 2 czerwca 2000     | Kolumbia           | AV Villas (2019)                     |
| Pau Miquel              | 20 sierpnia 2000   | Hiszpania          | Lizarte (2021)                       |
| Iván Moreno             | 27 maja 1996       | Hiszpania          | Lizarte (2019)                       |
| Sawwa Nowikow           | 27 lipca 1999      | Rosja              | CCC Development (2020)               |
| José Félix Parra        | 16 stycznia 1997   | Hiszpania          | Lizarte (2019)                       |
| Vojtěch Řepa            | 14 sierpnia 2000   | Czechy             | Topforex-Lapierre (2020)             |
| Ibon Ruiz               | 30 stycznia 1999   | Hiszpania          | Lizarte (2019)                       |
| Eugenio Sánchez         | 10 marca 1999      | Hiszpania          |                                      |
| Danny van der Tuuk      | 5 listopada 1999   | Holandia           | Metec-TKH-Mantel (2020)              |
|                         |                    |                    |                                      |
| Źródło: ProCyclingStats |                    |                    |                                      |

#### Zwycięstwa
| Zwycięstwa | Zwycięstwa                                         | Zwycięstwa | Zwycięstwa | Zwycięstwa         | Zwycięstwa |
| Data       | Wyścig                                             | Państwo    | Kategoria  | Zwycięzca          |            |
| ---------- | -------------------------------------------------- | ---------- | ---------- | ------------------ | ---------- |
| 17 cze     | Route d’Occitanie, 2. etap                         | Francja    | 2.1        | Roger Adrià        |            |
| 24 cze     | Mistrzostwa Hiszpanii – jazda indywidualna na czas | Hiszpania  | CN         | Raúl García Pierna |            |

### 2021

#### Skład
| Skład drużyny 2021                    | Skład drużyny 2021 | Skład drużyny 2021 | Skład drużyny 2021                   |
| Imię i nazwisko                       | Data urodzenia     | Państwo            | Poprzednia grupa                     |
| ------------------------------------- | ------------------ | ------------------ | ------------------------------------ |
| Roger Adrià                           | 18 kwietnia 1998   | Hiszpania          | Lizarte (2019)                       |
| Jon Agirre                            | 10 września 1997   | Hiszpania          | Baqué Ideus BH (2019)                |
| Sergio Araiz                          | 29 kwietnia 1998   | Hiszpania          | Lizarte (2019)                       |
| Urko Berrade                          | 28 listopada 1997  | Hiszpania          | Euskadi Basque Country-Murias (2019) |
| Jaime Castrillo                       | 13 marca 1996      | Hiszpania          | Movistar Team (2019)                 |
| Francisco Galván                      | 1 grudnia 1997     | Hiszpania          | Lizarte (2019)                       |
| Carlos García Pierna                  | 23 lipca 1999      | Hiszpania          | Kometa U23 (2019)                    |
| Raúl García Pierna                    | 23 lutego 2001     | Hiszpania          | Lizarte (2020)                       |
| Álex Jaime                            | 29 września 1998   | Hiszpania          |                                      |
| Jordi López                           | 14 sierpnia 1998   | Hiszpania          | Lizarte (2019)                       |
| Diego López                           | 9 grudnia 1997     | Hiszpania          | Euskaltel-Euskadi (2020)             |
| Martí Márquez                         | 9 lutego 1996      | Hiszpania          | Lizarte (2019)                       |
| Daniel Méndez Noreña                  | 2 czerwca 2000     | Kolumbia           | AV Villas (2019)                     |
| Iván Moreno                           | 27 maja 1996       | Hiszpania          | Lizarte (2019)                       |
| Sawwa Nowikow                         | 27 lipca 1999      | Rosja              | CCC Development (2020)               |
| José Félix Parra                      | 16 stycznia 1997   | Hiszpania          | Lizarte (2019)                       |
| Vojtěch Řepa                          | 14 sierpnia 2000   | Czechy             | Topforex-Lapierre (2020)             |
| Ibon Ruiz                             | 30 stycznia 1999   | Hiszpania          | Lizarte (2019)                       |
| Enrique Sanz                          | 11 września 1989   | Hiszpania          | Euskadi Basque Country-Murias (2019) |
| Danny van der Tuuk                    | 5 listopada 1999   | Holandia           | Metec-TKH-Mantel (2020)              |
| Igor Arrieta (1 sie–31 gru, stażysta) | 8 grudnia 2002     | Hiszpania          | Sakana Group-Aralar TT (2020)        |
| Iván Cobo (1 sie–31 gru, stażysta)    | 2 stycznia 2000    | Hiszpania          |                                      |
| Pau Miquel (1 sie–31 gru, stażysta)   | 20 sierpnia 2000   | Hiszpania          | Lizarte (2021)                       |
|                                       |                    |                    |                                      |
| Źródło: ProCyclingStats               |                    |                    |                                      |

#### Zwycięstwa
| Zwycięstwa    | Zwycięstwa                          | Zwycięstwa | Zwycięstwa | Zwycięstwa       | Zwycięstwa |
| Data          | Wyścig                              | Państwo    | Kategoria  | Zwycięzca        |            |
| ------------- | ----------------------------------- | ---------- | ---------- | ---------------- | ---------- |
| 27 cze        | Volta ao Alentejo, 6. etap          | Portugalia | 2.2        | Enrique Sanz     |            |
| 24 lip        | Tour Alsace, etap                   | Francja    | 2.2        | José Félix Parra |            |
| 25 lipca 2021 | Tour Alsace, klasyfikacja generalna | Francja    | 2.2        | José Félix Parra |            |

### 2020

#### Skład
| Skład drużyny 2020                   | Skład drużyny 2020 | Skład drużyny 2020 | Skład drużyny 2020                   |
| Imię i nazwisko                      | Data urodzenia     | Państwo            | Poprzednia grupa                     |
| ------------------------------------ | ------------------ | ------------------ | ------------------------------------ |
| Roger Adrià                          | 18 kwietnia 1998   | Hiszpania          | Lizarte (2019)                       |
| Jon Agirre                           | 10 września 1997   | Hiszpania          | Baqué Ideus BH (2019)                |
| Sergio Araiz                         | 29 kwietnia 1998   | Hiszpania          | Lizarte (2019)                       |
| Urko Berrade                         | 28 listopada 1997  | Hiszpania          | Euskadi Basque Country-Murias (2019) |
| Martín Bouzas                        | 20 listopada 1997  | Hiszpania          | Lizarte (2019)                       |
| Jaime Castrillo                      | 13 marca 1996      | Hiszpania          | Movistar Team (2019)                 |
| Francisco Galván                     | 1 grudnia 1997     | Hiszpania          | Lizarte (2019)                       |
| Martí Márquez                        | 9 lutego 1996      | Hiszpania          | Lizarte (2019)                       |
| Daniel Méndez Noreña                 | 2 czerwca 2000     | Kolumbia           | AV Villas (2019)                     |
| Iván Moreno                          | 27 maja 1996       | Hiszpania          | Lizarte (2019)                       |
| José Félix Parra                     | 16 stycznia 1997   | Hiszpania          | Lizarte (2019)                       |
| Ibon Ruiz                            | 30 stycznia 1999   | Hiszpania          | Lizarte (2019)                       |
| Enrique Sanz                         | 11 września 1989   | Hiszpania          | Euskadi Basque Country-Murias (2019) |
| Tu Sergio                            | 24 lutego 1997     | Chińskie Tajpej    | CCC Development (2019)               |
| Iván Cobo (1 sie–31 gru, stażysta)   | 2 stycznia 2000    | Hiszpania          |                                      |
| Jordi López (1 sie–31 gru, stażysta) | 14 sierpnia 1998   | Hiszpania          | Lizarte (2019)                       |
|                                      |                    |                    |                                      |
| Źródło: ProCyclingStats              |                    |                    |                                      |

#### Zwycięstwa
| Zwycięstwa | Zwycięstwa                  | Zwycięstwa           | Zwycięstwa | Zwycięstwa   | Zwycięstwa |
| Data       | Wyścig                      | Państwo              | Kategoria  | Zwycięzca    |            |
| ---------- | --------------------------- | -------------------- | ---------- | ------------ | ---------- |
| 6 wrz      | Belgrad-Banja Luka, 3. etap | Bośnia i Hercegowina | 2.1        | Enrique Sanz |            |